# Argus castillan
Aricia morronensis
Espèce
Statut de conservation UICN

 LC  : Préoccupation mineure
L’Azuré castillan (Aricia morronensis) est un lépidoptère (papillon) de la famille des Lycaenidae, de la sous-famille des Polyommatinae, du genre Aricia.

## Dénominations
Aricia morronensis (Ribbe, 1910)
Synonymes :
- Ultraaricia morronensis
- Lycaena morronensis (Ribbe, 1910)

### Sous-espèces
- Aricia morronensis morronensis présent dans l'Andalousie (S. Espagne) et S. Albacete et Murcia.
- Aricia morronensis hersselbarthi (Manley, 1970) dans l'Abejar (Soria, Espagne)
- Aricia morronensis ramburi (Verity, 1913) présent dans la Sierra Nevada
- Aricia morronensis boudrani (Leraut,1999) présent au col du Tourmalet et au cirque de Gavarnie.

### Noms vernaculaires
L’Azuré  castillan se nomme en anglais Spanish Argus et en espagnol Morena Espanola.

## Description
C'est un petit papillon au dessus marron et frange blanche qui chez certains possède un point discoïdal au recto cerné de blanc.
Le verso est ocre orné de lignes de points noirs cernés de blanc et d'une ligne submarginale de points orange (absente dans certaines sous-espèces).

## Biologie

### Période de vol et hivernation
Au-dessus de 1 800 mètres, il vole en une génération en juillet-août. Ultraaricia morronensis hersselbarthi est bivoltin.
La chenille, qui hiverne, est soignée par des fourmis, Lasius niger, Crematogaster auberti, Tapinoma erraticum et Tapinoma nigerrimum.

### Plantes hôtes
Ses plantes hôte sont des Erodium.

## Écologie et distribution
Il est présent uniquement en Espagne et en France au col du Tourmalet et au cirque de Gavarnie dans le département des Hautes-Pyrénées.

### Biotope
Il occupe des zones caillouteuses entre 900 à 2 000 m.

### Protection
Aricia morronensis est sur la liste rouge des papillons protégés en Europe.